# チェーザレ・ボルジア -野望の軌跡-
『チェーザレ・ボルジア -野望の軌跡-』（チェーザレ・ボルジア やぼうのきせき）は、宝塚歌劇団によって制作されたミュージカル作品。月組公演。形式名は「ミュージカル・ロマン」。宝塚における本公演と全国ツアーは18場。
作・演出は柴田侑宏。宝塚における本公演と全国ツアーの併演作品は『プレスティージュ』。

## 公演期間と公演場所
- 1996年9月20日 - 11月4日（新人公演：10月8日）　宝塚大劇場[1]
- （東京宝塚劇場公演はない）
- 1997年9月13日 - 10月7日　全国ツアー[2]

### 全国ツアーの公演場所
- 9月13日・14日　広島郵便貯金会館[2]
- 9月15日　ふくやま芸術文化ホール[2]
- 9月17日・18日　静岡市民文化会館[2]
- 9月20日・21日　仙台・イズミティ21[2]
- 9月23日　市川市文化会館[2]
- 9月24日　川口総合文化センター[2]
- 9月26日　富山市芸術文化ホール[2]
- 9月27日・28日　石川厚生年金会館[2]
- 9月30日・10月1日　香川県県民ホール[2]
- 10月3日　九州厚生年金会館[2]
- 10月4日　福岡市民会館[2]
- 10月5日　佐賀市民会館[2]
- 10月7日　鹿児島県民文化センター[2]

## 解説
※『宝塚歌劇100年史（舞台編）』の宝塚大劇場公演参考。
ルネサンス期、15世紀から16世紀初頭にかけて、初めてイタリア統一の野望を抱いた一人の若者、チェーザレ・ボルジアがいた。父である法王の教会勢力を背景に、妹のクレツィアを戦略結婚に利用し、自分の王国を創り上げようとして、遂には果たせなかった男の夢と野望を描いた。

## スタッフ
※宝塚・全国ツアー共通
- 作曲・編曲：吉崎憲治
- 編曲：宮原透
- 音楽指揮：岡田良機
- 振付・演出協力：尚すみれ
- 装置：大橋泰弘
- 衣装：任田幾英
- 照明：勝柴次朗
- 音響：加門清邦
- 小道具：万波一重
- 効果：切江勝
- 歌唱指導：前田繁実
- 演出助手：藤井大介/植田景子/大野拓史
- 装置補：新宮有紀
- 衣装補：田口美香
- 舞台進行：恵見和弘
- 演奏：宝塚管弦楽団
- 制作：佐分孝
- 衣装生地提供：ミカレディ株式会社
- 参考文献：塩野七生・著「チェーザレ・ボルジアあるいは優雅なる冷酷」（新潮社刊）

## 特別出演（宝塚・本公演）
- 箙かおる（当時、専科所属）[1]

## 主な配役

### 宝塚
()は新人公演。
- チェーザレ・ボルジア - 久世星佳（成瀬こうき）[1]
- ペロッド・カルデス - 久世星佳[1]
- ルクレツィア - 風花舞（水沢葉月）[1]
- マキャヴェリ - 真琴つばさ（大空祐飛）[1]
- ルイ12世 - 姿月あさと（水夏希）[1]
- ドン・ミケロット - 汐風幸（大和悠河）[1]
- アレッサンドロ6世 - 箙かおる（樹里咲穂）[1]
- カテリーナ - 夏河ゆら（檀れい）[1]

### 全国ツアー
- チェーザレ・ボルジア - 真琴つばさ[2]
- ルクレツィア - 風花舞[2]
- マキャヴェリ - 汐風幸[2]
- ルイ12世 - 成瀬こうき[2]
- アレッサンドロ6世 - 汝鳥伶[2]
- ドン・ミケロット - 大空祐飛[2]